# Franz-Josef Laufer
Franz-Josef Laufer (* 1. September 1952) ist ein ehemaliger deutscher Fußballspieler. Für den VfL Bochum absolvierte der Mittelfeld- und Abwehrspieler von 1971 bis 1974 in der Fußball-Bundesliga 43 Ligaspiele.

## Karriere
Seine Karriere begann Laufer im nördlichen Ruhrgebiet bei der SpVgg Erkenschwick. Im Verlauf der Saison 1970/71 rückte er ins Regionalligateam der Erkenschwicker auf und schoss in 16 Einsätzen ein Tor für die Schwarz-Roten vom Stimbergstadion. Mit Trainer Heinz Sewina und den Mitspielern Hugo Lütkebohmert, Dieter Renfert, Reinhold Ressemann und Karl-Heinz Seidenkranz belegte die Spielvereinigung den 15. Platz. Das letzte Saisonspiel verlor die Spielvereinigung am 16. Mai 1971 gegen den Meister und späteren Bundesligaaufsteiger VfL Bochum mit 0:3 Toren. Zur Saison 1971/72 bekam der talentierte Spieler ein Vertragsangebot des Bundesligisten VfL Bochum. Unter Trainer Hermann Eppenhoff gehörte Laufer am 14. August 1971 dem Debütteam des VfL in der Bundesliga an. Mit einem 1:0-Sieg gegen Eintracht Braunschweig glückte der Bundesligaeinstand. Mit Werner Krämer und Werner Balte bildete Laufer dabei das Mittelfeld. Er brachte es aber nicht zum Stammspieler; in seiner ersten Saison absolvierte Laufer, der seine Karriere als Mittelfeldspieler begann und später zum Abwehrspieler umgeschult wurde, nur acht Partien neben den Leistungsträgern Werner Krämer, Hans Walitza und Reinhold Wosab. In den darauffolgenden Spielzeiten 1972/73 und 1973/74 spielte er jeweils 16 bzw. 19-mal unter dem Eppenhoff-Nachfolger Heinz Höher. Sein letztes Bundesligaspiel absolvierte Laufer am 16. März 1974, bei der 0:2-Auswärtsniederlage gegen den VfB Stuttgart. Mit Franz-Josef Tenhagen, Michael Lameck und Hans-Günter Etterich bildete er das VfL-Mittelfeld.
Zur Debütsaison 1974/75 der 2. Bundesliga ging Franz-Josef Laufer zum Zweitligisten Schwarz-Weiß Essen. Hier avancierte er sofort zum Stammspieler. Am Starttag der Runde, dem 3. August 1974, reichte es mit den Mannschaftskameraden Horst Gecks, Hans Fritsche und Holger Trimhold zu einem 0:0-Remis gegen den VfL Wolfsburg. Unter Trainer Hubert Schieth platzierte sich SWE in seinem zweiten und dritten Jahr im vorderen Mittelfeld der Tabelle. Mit der 0:2-Heimniederlage am 22. Mai 1977 verabschiedete sich der Fleißarbeiter aus der Grugastadt. Zuletzt waren Spieler wie Torhüter Hans Wulf, Klaus Albert, Detlef Wiemers, Thomas Hörster und Uwe Reinders seine Mitspieler gewesen. Laufer absolvierte insgesamt 102 Partien für Schwarz-Weiß Essen und schoss ein Tor am 20. Spieltag beim 3:1-Sieg gegen die SG Wattenscheid 09.
Zur Saison 1977/78 wechselte er zum Ligakonkurrenten SC Westfalia Herne. Im Stadion am Schloss Strünkede rangierte er 1978/79 unter Trainer Gerd Prokop zwar auf dem fünften Rang, durch die Turbulenzen um Mäzen Erhard Goldbach gab Herne am Rundenende aber die Lizenz zurück und spielte 1979/80 in der Oberliga Westfalen. Laufer stand wie Torhüter Hans-Jürgen Bradler Trainer Horst Wandolek weiter zur Verfügung und Westfalia erreichte den neunten Rang. Seine letzte Saison im bezahlten Fußball absolvierte Laufer 1980/81 bei seinem Heimatverein SpVgg Erkenschwick, der inzwischen in die 2. Bundesliga aufgestiegen war. Unter Trainer Klaus Quinkert fügte er seiner persönlichen Bilanz an der Seite der Mitspieler Hans-Jürgen Wittkamp, Uwe Eplinius, Gisbert Horsthemke und Klaus-Peter Kerkemeier weitere 40 Spiele und drei Tore hinzu. Mit dem 4:2-Heimsieg am 30. Mai 1981 gegen Union Solingen beendete Franz-Josef Laufer seine Profikarriere. Insgesamt hat er in der 2. Bundesliga 211 Spiele bestritten und dabei sechs Tore erzielt.